# Африканская яичная змея
Африканская яичная змея, или африканский яйцеед (лат. Dasypeltis scabra) — наиболее широко распространённый вид яичных змей.

## Описание
Является некрупной змеей, длиной 80—110 см. Голова небольшая, слабо отделена от туловища. Голова спереди закруглённая, с выпуклым рострумом. Зубы сильно редуцированы. Глаза относительно небольшие, с вертикальным зрачком. Чешуи туловища африканского яйцееда с хорошо развитыми рёбрышками.
Окраска у данного вида сильно варьирует. Наиболее типичной считается так называемая «ромбическая» форма, при которой основной тон окраски змеи является светло-коричневым, рыжеватым или серым, вдоль хребта находится ряд овальных или ромбической формы тёмных пятен, которые разделены белыми промежутками, а на шее проходят одна или две V-образных линий, на боках имеются отчётливые вертикальные или относительно наклонные тёмные полоски. Также встречаются экземпляры со слабо выраженным рисунком или вообще без него — одноцветно окрашенные.

## Поведение и особенности питания
Характеризуется специализированным способом питания — питается исключительно яйцами птиц. В связи с чем у неё имеется несколько характерных черт. Кости черепа соединены чрезвычайно подвижно, позволяя змее очень широко раскрывать пасть и заглатывать крупную по размерам добычу. Нижние отростки шейных позвонков удлинены и прободают стенку пищевода, выходя в его просвет. Данные заострённые кости помогают вскрывать скорлупу яйца. Жидкое содержимое яйца вытекает в желудок, а спрессованная скорлупа отрыгивается змеёй.
Потревоженная змея извивает тело, издавая шуршащий звук трением чешуек друг об друга.

## Ареал
Обитает на преобладающей части Африканского континента, за исключением центральной Сахары и экваториальных лесов. Распространена от Сенегала и Судана на севере до ЮАР на юге. Популяции также существуют на юго-западе Марокко и в районе Файюма в Египте. Отчасти ареал вида заходит на юго-запад Аравийского полуострова. Заселяет различные биотопы: саванны, полупустыни, прибрежные, горные леса, высокотравные луга.